# Cigány Wikipédia
A cigány Wikipédia (cigányul Romani Vikipidiya, rövidítve rmy.wiki vagy rmywiki) a Wikipédia nyílt internetes enciklopédia cigány nyelvű változata. 2006 decemberében indult.
Ez a Wikipédia sokáig 2 különböző ábécével íródott: latinnal és dévanágarival, az utóbbi egy abugida ábécé, amit Indiában több nyelv használ. 2012 januárjában a Meta-Wikinél úgy döntöttek, hogy lemondanak a Cigány Wikipédia dévanágari változatáról.

## Mérföldkövek
- 2006 - elindul az oldal
- Jelenlegi szócikkek száma: 761